# 11β-Hydroxystéroïde déshydrogénase 2
Pour les articles homonymes, voir HSD (homonymie).
Une 11β-hydroxystéroïde déshydrogénase, ou 11β-HSD, est une oxydoréductase qui catalyse la réaction :
11β-hydroxystéroïde + NADP+  {\displaystyle \rightleftharpoons }  11-oxostéroïde + NADPH + H+.
Cette enzyme utilise le NADPH comme cofacteur. Il en existe deux isoformes : la 11β-HSD1 et la 11β-HSD2.
La 11β-hydroxystéroïde déshydrogénase 2, ou 11β-HSD2, est principalement exprimée au niveau du tubule contourné distal du néphron et de l'épithélium du côlon. Son promoteur est modulé par le facteur nucléaire I et le récepteur des glucocorticoïdes. Elle a pour fonction biologique d'oxyder le cortisol en cortisone, contrairement à la 11β-hydroxystéroïde déshydrogénase 1. Elle joue un rôle crucial dans l'action du récepteur des minéralocorticoïdes en convertissant le cortisol, qui est 100 à 1 000 fois en excès par rapport à l'aldostérone dans le plasma, en cortisone au niveau des cellules cibles des minéralocorticoïdes, permettant la régulation correcte du récepteur des minéralocorticoïdes par l'aldostérone au niveau du côlon et du rein pour la réabsorption de sodium.

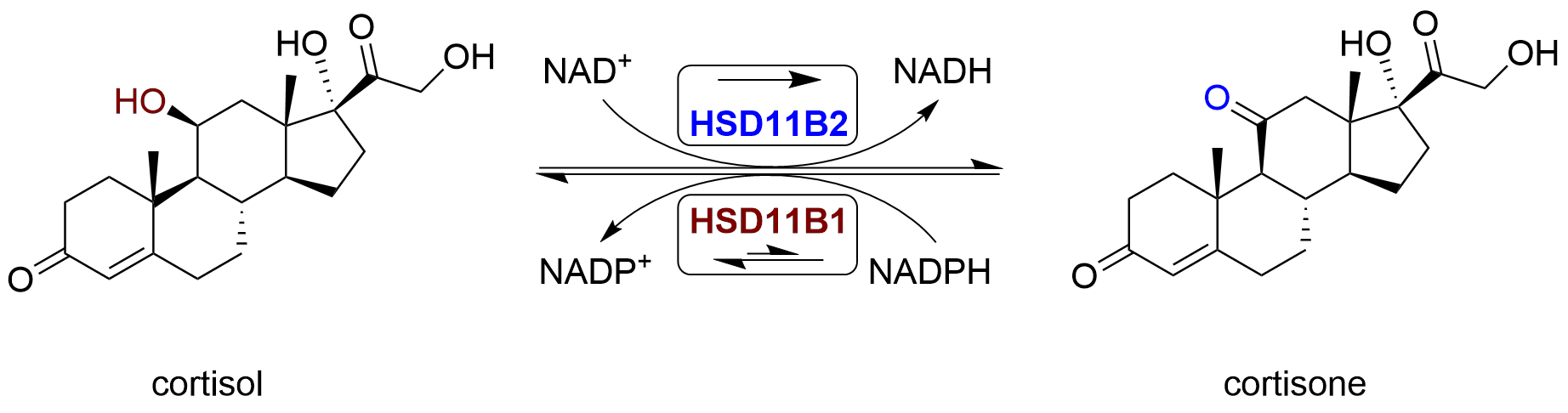
Rôle physiologique des enzymes HSD11B1 et HSD11B2.

Un déficit de l'enzyme entraîne une hypertension artérielle avec une hypokaliémie et une alcalose réversible sous spironolactone et sous dexaméthasone. Ce déficit peut aller jusqu'à un syndrome hypertensif avec excès apparent en minéralocorticoïdes.  Certains variants du gène sont également associés à une hypertension artérielle.